# Норт-Палм-Біч (Флорида)
Норт-Палм-Біч (англ. North Palm Beach) — селище (англ. village) в США, в окрузі Палм-Біч штату Флорида. Населення — 13 162 особи (2020).

## Географія
Норт-Палм-Біч розташований за координатами 26°49′13″ пн. ш. 80°3′25″ зх. д. / 26.82028° пн. ш. 80.05694° зх. д. (26.820298, -80.056905).  За даними Бюро перепису населення США в 2010 році селище мало площу 15,01 км², з яких 9,30 км² — суходіл та 5,72 км² — водойми.

## Демографія
Згідно з переписом 2010 року, у селищі мешкало 12 015 осіб у 6093 домогосподарствах у складі 3174 родин. Густота населення становила 800 осіб/км².  Було 7710 помешкань (514/км²).
Расовий склад населення:
| - 93,3 % — білих - 2,7 % — чорних або афроамериканців - 1,7 % — азіатів - 0,1 % — корінних американців |

До двох чи більше рас належало 1,3 %. Частка іспаномовних становила 6,9 % від усіх жителів.
За віковим діапазоном населення розподілялося таким чином: 14,0 % — особи молодші 18 років, 56,7 % — особи у віці 18—64 років, 29,3 % — особи у віці 65 років та старші. Медіана віку мешканця становила 51,8 року. На 100 осіб жіночої статі у селищі припадало 95,9 чоловіків;  на 100 жінок у віці від 18 років та старших — 94,2 чоловіків також старших 18 років.
Середній дохід на одне домашнє господарство  становив 90 278 доларів США (медіана — 63 911), а середній дохід на одну сім'ю — 117 717 доларів (медіана — 82 135). Медіана доходів становила 60 679 доларів для чоловіків та 40 580 доларів для жінок. За межею бідності перебувало 7,6 % осіб, у тому числі 10,2 % дітей у віці до 18 років та 5,2 % осіб у віці 65 років та старших.
Цивільне працевлаштоване населення становило 5838 осіб. Основні галузі зайнятості: освіта, охорона здоров'я та соціальна допомога — 18,3 %, науковці, спеціалісти, менеджери — 17,8 %, фінанси, страхування та нерухомість — 10,5 %, роздрібна торгівля — 10,0 %.